# Fuoco amico
Il fuoco amico sta a indicare, nel gergo militare, quella situazione in cui soldati o mezzi vengono a trovarsi sotto il fuoco delle proprie batterie o di quelle alleate.
I militari statunitensi utilizzano il termine friendly fire o non-hostile fire, mentre quelli britannici si riferiscono a tali episodi come blue-on-blue, che è un termine mutuato dai wargame, dove le forze amiche sono contraddistinte dal colore blu e quelle nemiche sono rosse. Il termine fratricida è a volte utilizzato, sebbene più propriamente indicato per attacchi deliberati.

## Classificazione
Gli incidenti relativi al fuoco amico vengono generalmente raggruppati in due classi. La prima riguarda gli errori di posizione, nei quali il fuoco destinato alle forze nemiche finisce per colpire la propria parte. Tali incidenti sono stati relativamente comuni nel corso della prima e della seconda guerra mondiale, dal momento che le truppe combattevano a distanze ravvicinate e le possibilità dei sistemi di puntamento erano meno accurate.
Il secondo raggruppamento comprende gli errori di identificazione, che si verificano quando truppe amiche sono attaccate per errore, perché credute nemiche. Incidenti di questo tipo sono divenuti più comuni con il tempo, anche perché la precisione negli armamenti e nei sistemi di puntamento ha reso meno comuni errori del primo tipo. Combattimenti che coinvolgono truppe in movimento, ma anche combattimenti che coinvolgono truppe provenienti da più nazioni, possono aumentare la possibilità che si verifichino episodi di fuoco amico.
Le statistiche rese disponibili per gli incidenti di fuoco amico degli Stati Uniti sono le seguenti:
- Seconda guerra mondiale: 21.000 (16%) 
  - Ufficiale più alto in grado colpito da fuoco amico, Tenente generale Lesley James McNair
  - Affondamento del sommergibile francese Surcouf da parte di aeroplani americani
- Guerra del Vietnam: 8.000 (14%)
- Prima Guerra del Golfo: 35 (23%)
- Guerra in Afghanistan (2002): 4 (13%)

## Vittime illustri
- Nicola Calipari, ufficiale dei Servizi Segreti italiani, ucciso dalle truppe statunitensi a Baghdad il 4 marzo 2005 durante la liberazione di Giuliana Sgrena.
- Goffredo Mameli, compositore dell'inno nazionale italiano, morto per una complicazione derivata da una ferita causata involontariamente dall'arma di un commilitone.[1]
- Il generale confederato Stonewall Jackson fu colpito dai sui stessi soldati sudisti durante la battaglia di Chancellorsville. Morì il 10 maggio 1863.
- Italo Balbo, aviatore e politico italiano, il cui aereo precipitò dopo essere stato colpito da un cannone antiaereo italiano. In questo caso, si sospetta che l'abbattimento sia stato voluto e che il "fuoco amico" sia stato, in realtà, voluto dal governo.[2]